# Achouak Tekouk
Achouak Djamila Tekouk, née en 2003, est une lutteuse algérienne.

## Carrière
Achouak Djamila Tekouk est médaillée d'argent dans la catégorie cadette des moins de 53 kg ainsi que dans la catégorie junior des moins de 55 kg aux Championnats d'Afrique de lutte 2020 à Alger,.
Elle est médaillée d'argent dans la catégories senior des moins de 55 kg aux Championnats d'Afrique de lutte 2023 à Hammamet, perdant en finale face à la Nigériane Jumoke Bukola Adekoye ; elle est aussi médaillée d'argent dans cette catégorie chez les moins de 20 ans.
Elle est médaillée d'argent dans la catégorie des moins de 55 kg aux Championnats d'Afrique de lutte 2025 à Casablanca.